# Abdon Pamich
Abdon Pamich (né le 3 octobre 1933 à Rijeka, alors Fiume, en Italie) est un ancien athlète italien, parmi les plus médaillés, dans la spécialité du 50 km marche.

## Biographie
Après avoir remporté le bronze lors des Jeux olympiques de Rome en 1960, Abdon Pamich remporte ceux de Tokyo en 1964. Il est le porte-drapeau de la délégation italienne lors de la cérémonie d'ouverture des Jeux olympiques de Munich de 1972.

## Hommage
Le 7 mai 2015, en présence du président du Comité national olympique italien (CONI), Giovanni Malagò, a été inauguré  le Walk of Fame du sport italien dans le parc olympique du Foro Italico de Rome, le long de Viale delle Olimpiadi. 100 tuiles rapportent chronologiquement les noms des athlètes les plus représentatifs de l'histoire du sport italien. Sur chaque tuile figure le nom du sportif, le sport dans lequel il s'est distingué et le symbole du CONI. L'une de ces tuiles lui est dédiée .

## Palmarès

### Champion national italien (40 fois)
- 10 km marche : 1956, 1958, 1959, 1960, 1961, 1962, 1963, 1964, 1965, 1966, 1967, 1968 et 1969
- 20 km marche : 1958, 1959, 1960, 1961, 1962, 1963, 1964, 1965, 1966, 1967, 1968, 1969 et 1971
- 50 km marche : 1955, 1956, 1957, 1958, 1959, 1960, 1961, 1962, 1963, 1964, 1965, 1966, 1967 et 1968

### Champion européen (2)
- 50 km marche : 1962 e 1966

### Champion olympique (1)
- 50 km marche : 1964